# Alexander Buchan
Alexander Buchan, född 11 april 1829 i Kinneswood, Kinross, död 13 maj 1907 i Edinburgh, var en skotsk meteorolog.
Buchan studerade i Edinburgh, blev lärare där och 1860 sekreterare vid skotska meteorologiska sällskapet. Bland hans arbeten kan särskilt nämnas den banbrytande avhandlingen om lufttryckets fördelning och de förhärskande vindriktningarna på jordytan (i "Transactions of the Royal Society", band 25). Han beskrev även lufttryckets dagliga perioder m.m. och utgav en karta över isobarer och isotermer. Hans Handy Book of Meteorology (1867; andra upplagan 1868) översattes och omarbetades delvis av Hugo Hildebrand Hildebrandsson i Uppsala (1874). I Challengerexpeditionens vetenskapliga iakttagelser skrev han Atmospheric Circulation och Oceanic Circulation. Buchan blev 1878 ledamot av Vetenskapssocieteten i Uppsala.